# ویتل وینیج
ویتل وینیج (انگلیسی: Vetle Vinje؛ زادهٔ ۱۴ مارس ۱۹۶۲) دانشمند، و قایقران روئینگ اهل نروژ است.